# Прокл (лунный кратер)
Кратер Прокл (лат. Proclus) — крупный молодой ударный кратер в области северо-восточного побережья Болота Сна на видимой стороне Луны. Название присвоено в честь античного философа-неоплатоника, математика и астронома Прокла Диадоха (410—485); утверждено Международным астрономическим союзом в 1935 г. Образование кратера относится к коперниковскому периоду.

## Описание кратера

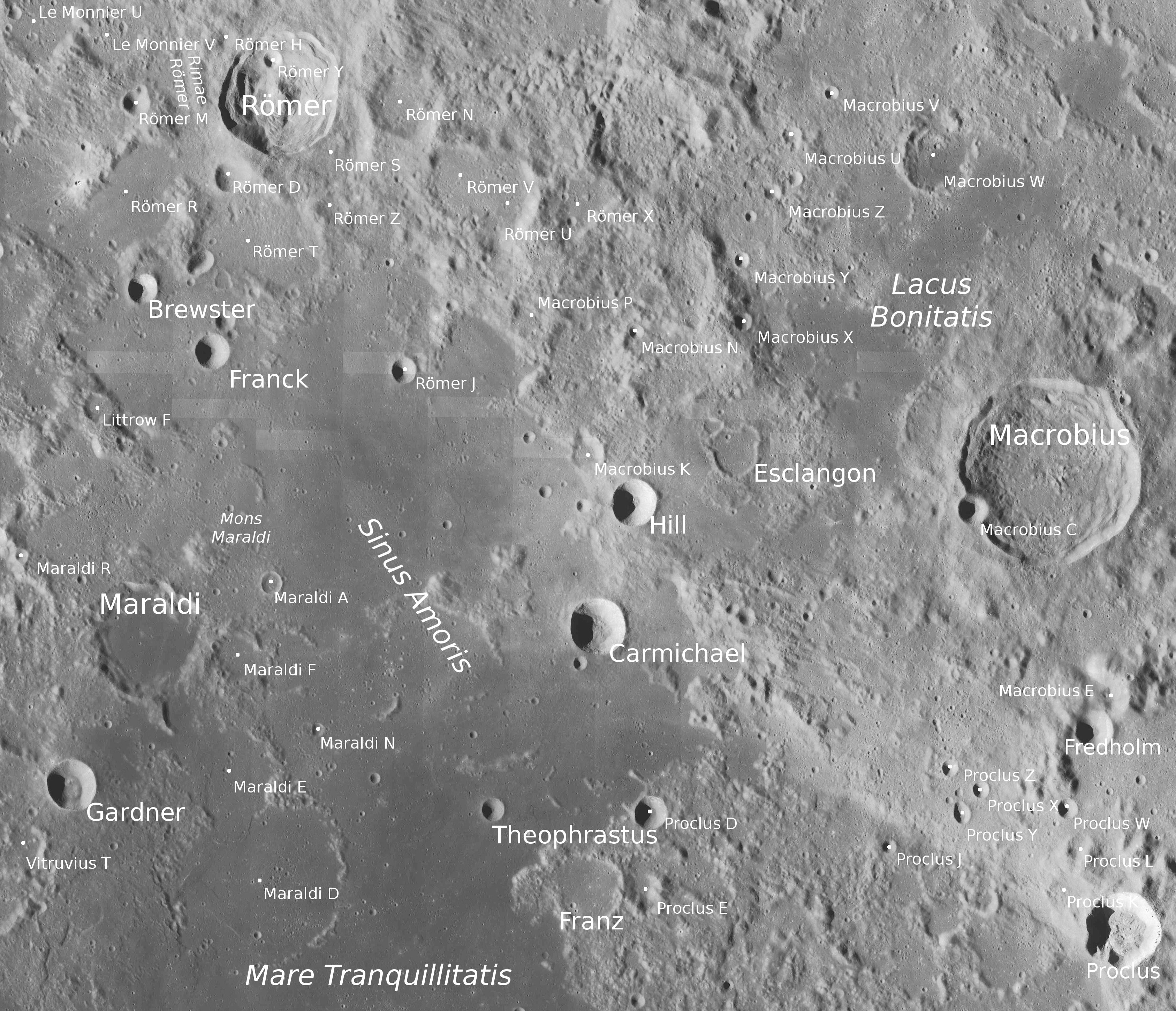
Окрестности кратера Прокл. Снимок зонда Lunar Reconnaissance Orbiter.

Ближайшими соседями кратера являются кратер Франц на западе; кратер Фредгольм на севере; кратер Пирс на востоке-северо-востоке; кратер Йеркс на востоке-юго-востоке; кратер Глейшер на юго-востоке и небольшой кратер Криль на юге-юго-западе. На западе от кратера Прокл находится Залив Любви; на севере-северо-западе Озеро Справедливости и далее Таврские горы; на востоке Море Кризисов; на юго-западе Болото Сна и далее Залив Согласия и Море Спокойствия. Селенографические координаты центра кратера 16°05′ с. ш. 46°53′ в. д. / 16,09° с. ш. 46,89° в. д., диаметр 26,9 км, глубина 4040 м.

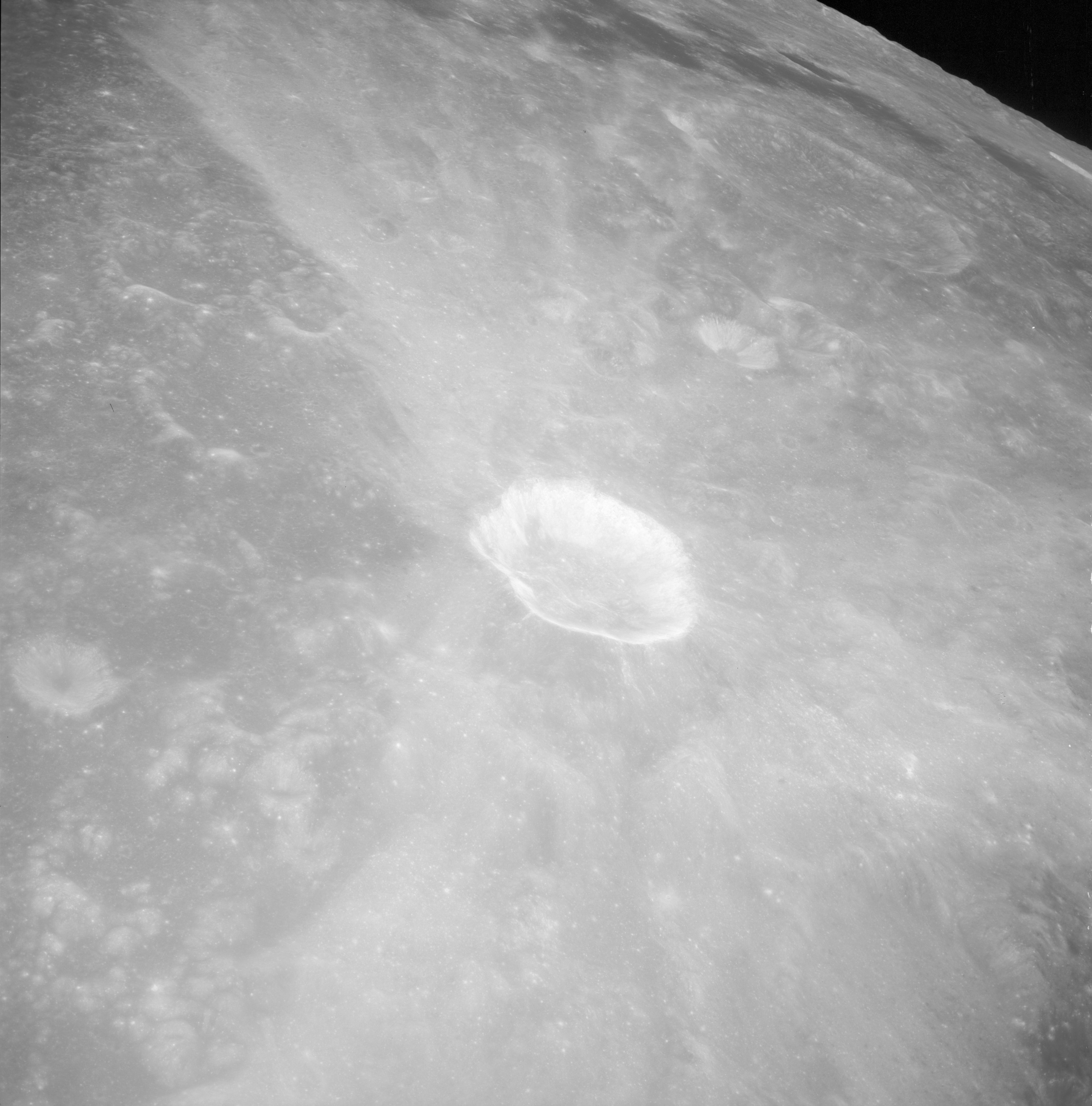
Система лучей кратера Прокл. Снимок с борта Аполлона-15.

Кратер Прокл имеет полигональную форму и практически не разрушен. Вал с четко очерченной кромкой, северо-восточная часть вала спрямлена. Внутренний склон широкий, гладкий, с высоким альбедо, имеет следы обрушения. Уклон восточной части внутреннего склона составляет 29°, яркость склона кратера 8 ½° по таблице яркостей Шрётера – это один из самых ярких объектов на видимой стороне Луны. Высота вала над окружающей местностью достигает 890 м, объем кратера составляет приблизительно 520 км³. Дно чаши пересеченное, без приметных структур.
Кратер является центром системы ярких лучей распространяющихся на расстояние свыше 600 км и включен в список кратеров с яркой системой лучей Ассоциации лунной и планетарной астрономии (ALPO). Система лучей асимметрична, наиболее развита в северо-западном, северном-северо-восточном и северо-восточном направлении, что говорит об образовании кратера Прокл в результате импакта под небольшим углом (10°-15°). Кратер относится к числу кратеров, в которых зарегистрированы температурные аномалии во время затмений. Объясняется это тем, что подобные кратеры имеют небольшой возраст и скалы не успели покрыться реголитом, оказывающим термоизолирующее действие.

## Кратковременные лунные явления
В кратере Прокл наблюдались кратковременные лунные явления (КЛЯ) в виде яркого свечения в земной тени.

## Сателлитные кратеры
| Прокл | Координаты                                            | Диаметр, км |
| ----- | ----------------------------------------------------- | ----------- |
| A     | 13°19′ с. ш. 42°14′ в. д. / 13,32° с. ш. 42,23° в. д. | 14,1        |
| C     | 12°56′ с. ш. 43°35′ в. д. / 12,94° с. ш. 43,58° в. д. | 9,7         |
| D     | 17°26′ с. ш. 41°01′ в. д. / 17,43° с. ш. 41,02° в. д. | 11,7        |
| E     | 16°35′ с. ш. 40°54′ в. д. / 16,58° с. ш. 40,9° в. д.  | 12,3        |
| G     | 12°44′ с. ш. 42°42′ в. д. / 12,73° с. ш. 42,7° в. д.  | 32,1        |
| J     | 17°03′ с. ш. 43°59′ в. д. / 17,05° с. ш. 43,99° в. д. | 4,8         |
| K     | 16°31′ с. ш. 46°13′ в. д. / 16,52° с. ш. 46,22° в. д. | 15,3        |
| L     | 17°01′ с. ш. 46°21′ в. д. / 17,02° с. ш. 46,35° в. д. | 10,6        |
| M     | 16°26′ с. ш. 45°11′ в. д. / 16,43° с. ш. 45,19° в. д. | 8,5         |
| P     | 15°20′ с. ш. 48°44′ в. д. / 15,34° с. ш. 48,73° в. д. | 31,3        |
| R     | 15°51′ с. ш. 45°27′ в. д. / 15,85° с. ш. 45,45° в. д. | 28,6        |
| S     | 15°40′ с. ш. 48°00′ в. д. / 15,67° с. ш. 48° в. д.    | 18,5        |
| T     | 15°23′ с. ш. 46°43′ в. д. / 15,39° с. ш. 46,71° в. д. | 20,4        |
| U     | 15°08′ с. ш. 47°59′ в. д. / 15,13° с. ш. 47,99° в. д. | 13,6        |
| V     | 14°43′ с. ш. 48°23′ в. д. / 14,72° с. ш. 48,39° в. д. | 16,5        |
| W     | 17°28′ с. ш. 46°13′ в. д. / 17,47° с. ш. 46,21° в. д. | 7,1         |
| X     | 17°41′ с. ш. 45°08′ в. д. / 17,69° с. ш. 45,13° в. д. | 5,9         |
| Y     | 17°25′ с. ш. 44°54′ в. д. / 17,42° с. ш. 44,9° в. д.  | 7,5         |
| Z     | 17°56′ с. ш. 44°45′ в. д. / 17,94° с. ш. 44,75° в. д. | 5,5         |

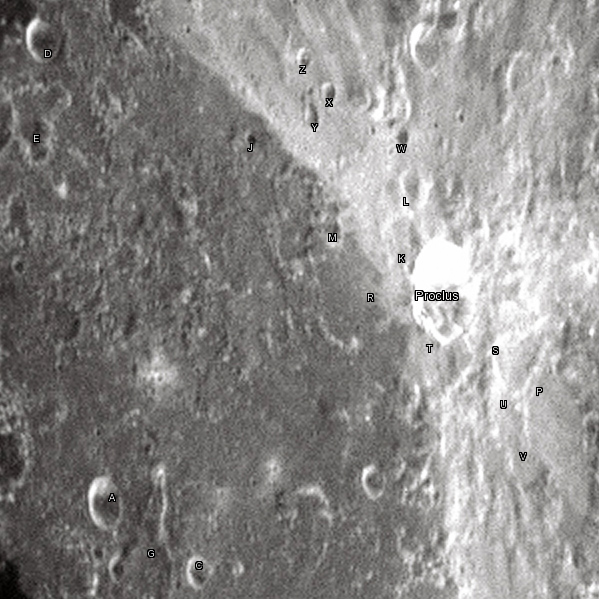
Снимок Девида Кемпбелла.

Сателлитные кратеры Прокл A, D, G и J включены в список кратеров с темными радиальными полосами на внутреннем склоне Ассоциации лунной и планетарной астрономии (ALPO).

## См.также
- Список кратеров на Луне
- Лунный кратер
- Морфологический каталог кратеров Луны
- Планетная номенклатура
- Селенография
- Минералогия Луны
- Геология Луны
- Поздняя тяжёлая бомбардировка